# Mariano José de Larra
Pour les articles homonymes, voir Larra.
Mariano José de Larra y Sánchez de Castro, surnommé Figaro, né le 24 mars 1809 et mort par suicide à Madrid le 13 février 1837 , est un écrivain et journaliste espagnol, considéré, aux côtés notamment d'Espronceda, comme un des représentants les plus importants de la littérature romantique espagnole.

## Biographie
Mariano naît à Madrid en 1809, dans la rue Segovia. Dans cette rue était située l'ancienne Casa de la Moneda (Maison de la monnaie) où travaillait son grand-père. Le père de Larra, quant à lui, était médecin.
Sa famille, en faveur de Napoléon Bonaparte pendant la Guerre d'indépendance espagnole, doit quitter l'Espagne pour aller à Bordeaux, en France. Grâce à l'amnistie signée par Ferdinand VII d'Espagne en 1818, la famille a pu retourner dans son pays la même année, à Madrid. Son père devient le médecin personnel de Francisco de Paula, un des frères du roi Ferdinand VII.
Dans ses articles journalistiques d'une ironie féroce, Larra s'en prit à l'organisation de l'État, à l'absolutisme, au carlisme, à l'idée de famille et il se moqua de la société de son temps. Larra représente une forme de romantisme démocratique en action : les maux de l'Espagne sont le thème central de son œuvre critique et satirique. Mécontent de l'Espagne et des hommes de son époque, il écrivit des articles contre la censure, la peine de mort ou le mésusage de la langue.
Il fit la connaissance de Victor Hugo et Alexandre Dumas en 1835 lors d'un séjour à Paris.
Il se suicide d'un coup de révolver dans la tempe droite. Lors de ses funérailles, José Zorrilla lit un texte en vers qui le rendra célèbre et qui constituera le manifeste du romantisme espagnol. Antonio María Esquivel le représente (au centre) dans son atelier en train de lire à nouveau ces vers, entouré des autres intellectuels du romantisme espagnol, dans La Réunion des poètes.

## Œuvres principales
- Macías, drame historique, 1834 (censuré l'année précédente).
- El doncel de don Enrique el Doliente, roman historique, 1834
- El conde Fernán González y la exención de Castilla, drame historique se déroulant pendant l'indépendance du comté de Castille[2]
- Obras completas de D. Mariano José de Larra, anthologie de l'œuvre de Larra, Barcelone : Montaner y Simón, 1886.